# بهت قول میدم
«بهت قول میدم» نام یکی از تک‌آهنگ‌های خواننده ایرانی محسن یگانه است که در تاریخ ۱۰ اسفند ۱۳۹۴، با ترانه‌سرایی، آهنگسازی و تنظیم محسن یگانه و میکس و مسترینگ آرش پاکزاد منتشر شد. نماهنگ این آهنگ که در اواخر سال ۲۰۱۶ در سایت یوتیوب بارگذاری شد، با بیش از ۲۳۵ میلیون بازدید (در نوامبر ۲۰۲۴)، پربیننده‌ترین نماهنگ در یوتیوب فارسی است.

## اجرای زنده

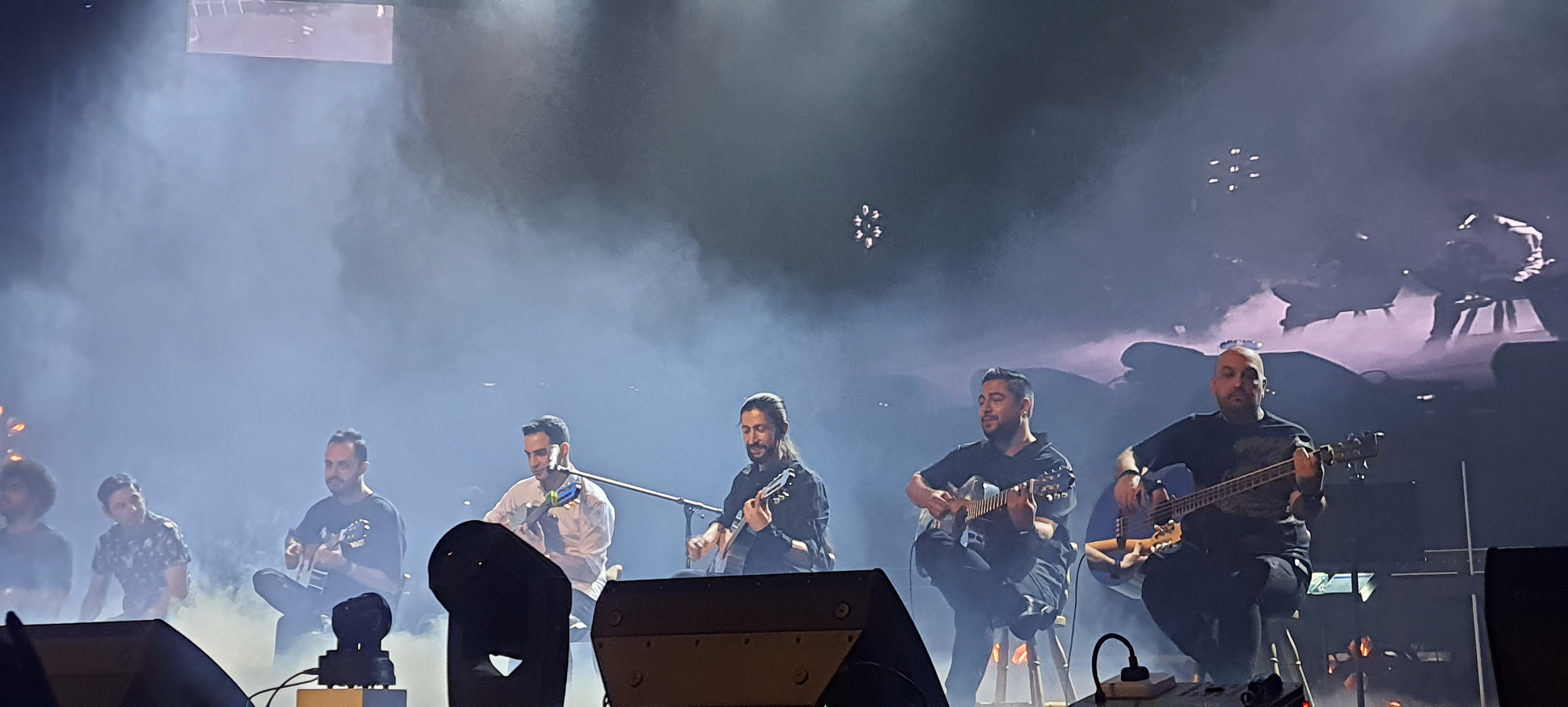
محسن یگانه و گروهش در حال اجرای آهنگ «بهت قول می‌دم» در کنسرت فروردین ۱۴۰۱ تهران

بعد از گذشت حدود یکسال و در ۳ دی ۱۳۹۵ نسخه اجرای زنده این آهنگ به‌صورت «آنپلاگد» در قالب نماهنگ به کارگردانی مجید فرهبد منتشر شد؛ این موزیک ویدیو با استقبال فراوان مواجه شد
این نماهنگ مربوط به اجرای ۱۱ مرداد ۱۳۹۵ در «سالن میلاد نمایشگاه بین‌المللی تهران» می‌باشد.

## بازخوانی
- عایشه‌گل جوشکون (به زبان ترکی استانبولی)[۹]
- کاتالینا (خوانندهٔ ایرانی-بریتانیایی)
- شهلا احمدوا (Shahlo Akhmedova) خوانندهٔ ازبکستانی
- سارینا کراس (Sarina Cross) خوانندهٔ لبنانی-آمریکایی
- نشانه رستم (Nishonai Rustam)
- عزیزه قابیلوا (Aziza Qobilova)
- آرجیت سینگ (Arijit Singh)[۱۰]

## در رسانه جاری
آهنگ بهت قول میدم، پرشنونده‌ترین آهنگ پس از جنتلمن ساسی مانکن در وبسایت رادیو جوان است.
این آهنگ با بیش از ۲۴۰ میلیون بازدید، پربیننده‌ترین ویدئو از یک آهنگ کاملاً فارسی و از یک خواننده ایرانی در یوتیوب شد.